# Vétroz
Vétroz (/vɛtʁ(ə)/, toponimo francese) è un comune svizzero di 6 135 abitanti del Canton Vallese, nel distretto di Conthey.

## Storia
Il comune di Vétroz è stato istituito nel 1862 per scorporo da quello di Conthey

## Monumenti e luoghi d'interesse
- Chiesa parrocchiale cattolica di Santa Maria Maddalena, eretta nel 1922[2].

## Società

### Evoluzione demografica
L'evoluzione demografica è riportata nella seguente tabella:
Abitanti censiti

## Amministrazione
Ogni famiglia originaria del luogo fa parte del cosiddetto comune patriziale e ha la responsabilità della manutenzione di ogni bene ricadente all'interno dei confini del comune.